# Heffingen
Heffingen (lb. Hiefenech) − miejscowość i gmina (gemeng / commune / Gemeinde) w środkowym Luksemburgu, w kantonie Mersch. Do 3 października 2015 gmina leżała w dystrykcie Luksemburg. Siedziba administracyjna gminy znajduje się w miejscowości Heffingen. Liczy 1549 mieszkańców (1 stycznia 2023). 

## Podział administracyjny
Do gminy należy jedenaście miejscowości, w tym dwa (Uertschaft) oraz dziewięć lieu-dit:
1. Beezeberg (Beezebierg), lieu-dit
2. Furels, lieu-dit
3. Heffingen (Hiefenech)
4. Heffingen-Moulin (Hiefenecher Millen), lieu-dit
5. Reuland (Reiland)
6. Reuland-Moulin (Reilander Millen / Reulander Mühle), lieu-dit
7. Scheerbach (Schierbaach), lieu-dit
8. Scherfenhof (Scherfenhaff), lieu-dit
9. Scherfenmühle (Scherfemillen), lieu-dit
10. Soup (Supp), lieu-dit
11. Steinborn (Steebur), lieu-dit